# Bandas de Mach

Animación que muestra que tan pronto como se ponen en contacto bandas de tonos ligeramente diferentes de gris, aparece un contraste que exagera los bordes de las bandas

La ilusión de las bandas de Mach hace que a) aparezcan falsamente zonas más oscuras en las bandas más oscuras en contacto con bandas más claras, "bandas" ilusorias que enfatizan los límites, y b) aparezcan falsamente zonas más claras en las bandas más claras en contacto con bandas más oscuras.

La ilusión es independiente de la orientación.

Las bandas de Mach son una ilusión óptica que parte de una imagen con dos bandas, una iluminada y la otra oscura, separadas por una estrecha banda central coloreada con un gradiente de iluminado a oscuro. El ojo humano percibe dos estrechas bandas de diferente luminosidad, que no están presentes en la imagen verdadera, a cada lado del gradiente. Esta ilusión se denomina así debido a Ernst Mach.